# Naučná stezka Podtrosecká údolí
Naučná stezka Podtrosecká údolí je naučná stezka v Českém ráji, spojující Borek a Malechovice. Trasa je povětšinou vedena okrajem PR Podtrosecká údolí, její celková délka je 8 km a na trase se nachází 13 zastavení.

## Vedení trasy
Trasa začíná nedaleko železniční stanice Borek pod Troskami, odkud míří po žluté turistické značce okolo Rokytnického rybníka, Hrudky k rybníku Vidlák, kde přibírají červenou značku. Dále pokračují okolo Krčáku do Věžického údolí a následně se žlutou značkou okolo známého Věžického rybníku k rozcestníku U Přibyla, kde se stáčí doleva a po červené značce pokračuje Podsemínem a okolo Podsemínského rybníka k Nebákovu. Před ním ovšem odbočuje doprava a s modrou značkou vede do Rovně a Malechovic.

## Zastavení
Zastavení naučné stezky jsou umístěny v těchto lokalitách:
- Borek pod Troskami
- Rokytnický rybník
- Vidlák – mokřad
- Vidlák – na hrázi
- Pod Želejovem
- Věžák
- U Přibyla
- Podsemín studánka
- Roveň
- Malechovice